# Creatonotos
Creatonotos é um gênero de traça pertencente à família Arctiidae.